# Cajabamba (Perú)
Cajabamba es una ciudad peruana, capital del distrito y de la provincia homónimos, ubicada en el departamento de Cajamarca. El distrito tiene una población de cerca de 30 mil habitantes. 
La ciudad de Cajabamba fue declarado monumento histórico del Perú el 26 de junio de 1987 mediante el R.M.N° 303-87-ED.

## Historia
Los primeros pobladores de Cajabamba fueron los Lluchus. Los Lluchos constituyeron un Ayllu y Cajabamba fue su capital. Las mujeres de los Ayllu se vestían con trajes rojos o colorados. Se trenzaban su cabellos con cintas rojas. Los hombres llevaban una vincha roja en la cabeza. El color oficial del Ayllu era roja. Cada familia nuclear recibía un topo del que subsistían, pero también podían pagar tributo al Curaca con ello. Los Lluchos eran politeístas. Adoraban a la tierra y al sol. Sin embargo su dios principal era el Ataugujo, creador de todas las cosas. Otro de sus dioses era Apu Catequil, héroe que luchó para expulsar de la región a los Guachemines. Éstos eran pobladores del imperiouari.

## Clima
20 grados muy agradable para estar hay en temporada de verano con muchos lugares que visitar con pobladores muy amigable

## Lugares Turísticos
Cajabamba tiente muchos lugares turísticos como Las posas del Chibato huaico, las cascadas de cochecorral, etc son lugares hermosos que deben visitar 

### Laguna Quengococha
Rodeada de diversas montañas: De los Pozos, El Espejo, El Envigado, De las Cuevas, El Corazón y el Colorado. Posee una forma de “S”, con una profundidad máxima de 15 metros. El agua tiene un color azul-verdoso impresionante. A una altitud de 3.660 m s. n. m. y se tarda 75 minutos para llegar en vehículo o 4 horas caminando.

### Cascadas de Cochecorral

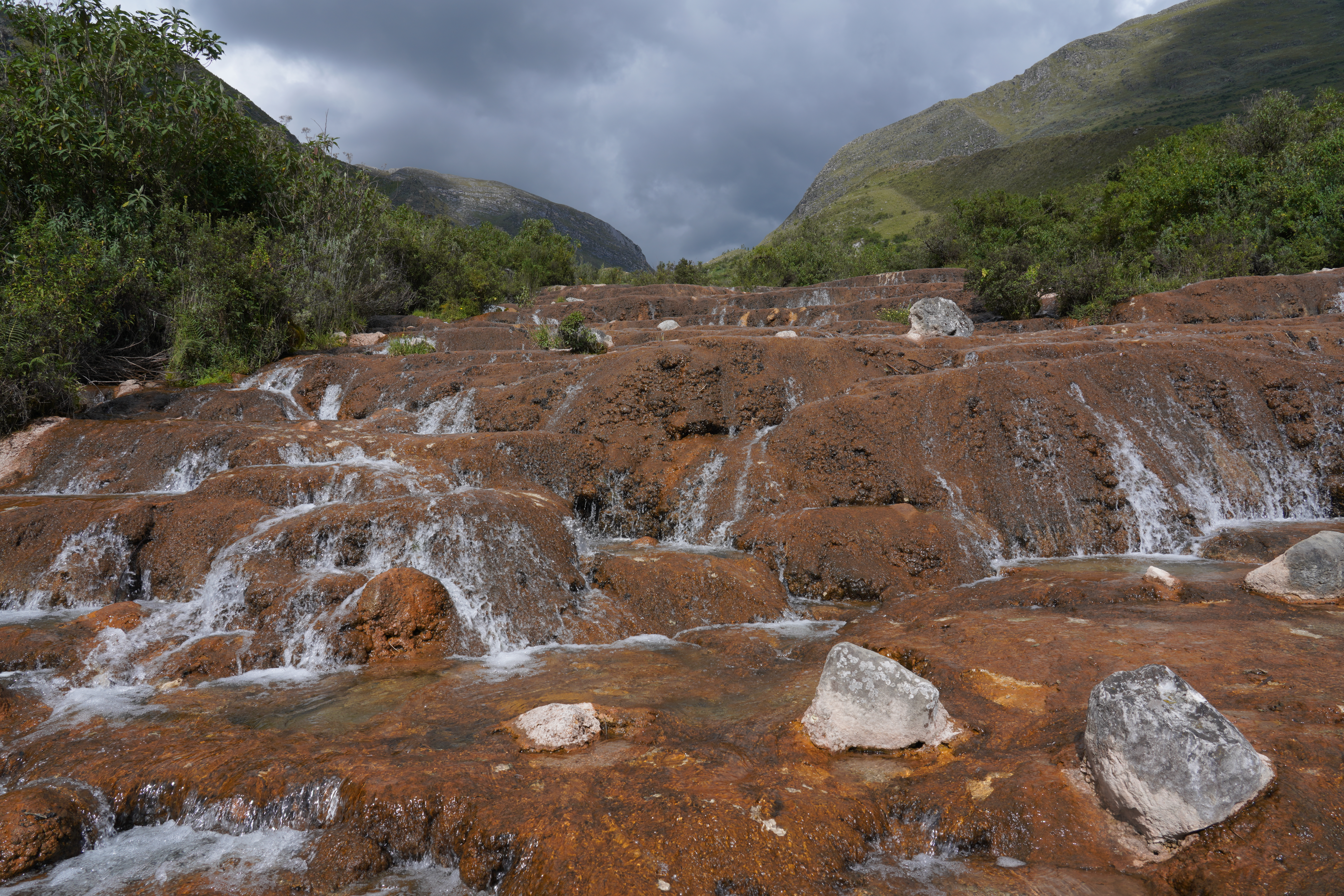
Las cascadas de cochecorral

Conocido como Masmacocha (que en quechua significa "graderías de agua"); tiene más de 200 metros de caída y más de 1000 peldaños en rocas calcáreas. Se accede caminando por aproximadamente 90 minutos.

Panorámica de la ciudad.

## Personajes ilustres
- José Sabogal. Reconocido pintor.